# Cargolia arana
Cargolia arana är en fjärilsart som beskrevs av Paul Dognin 1895. Cargolia arana ingår i släktet Cargolia och familjen mätare. Inga underarter finns listade i Catalogue of Life.